# Список умерших в 1398 году

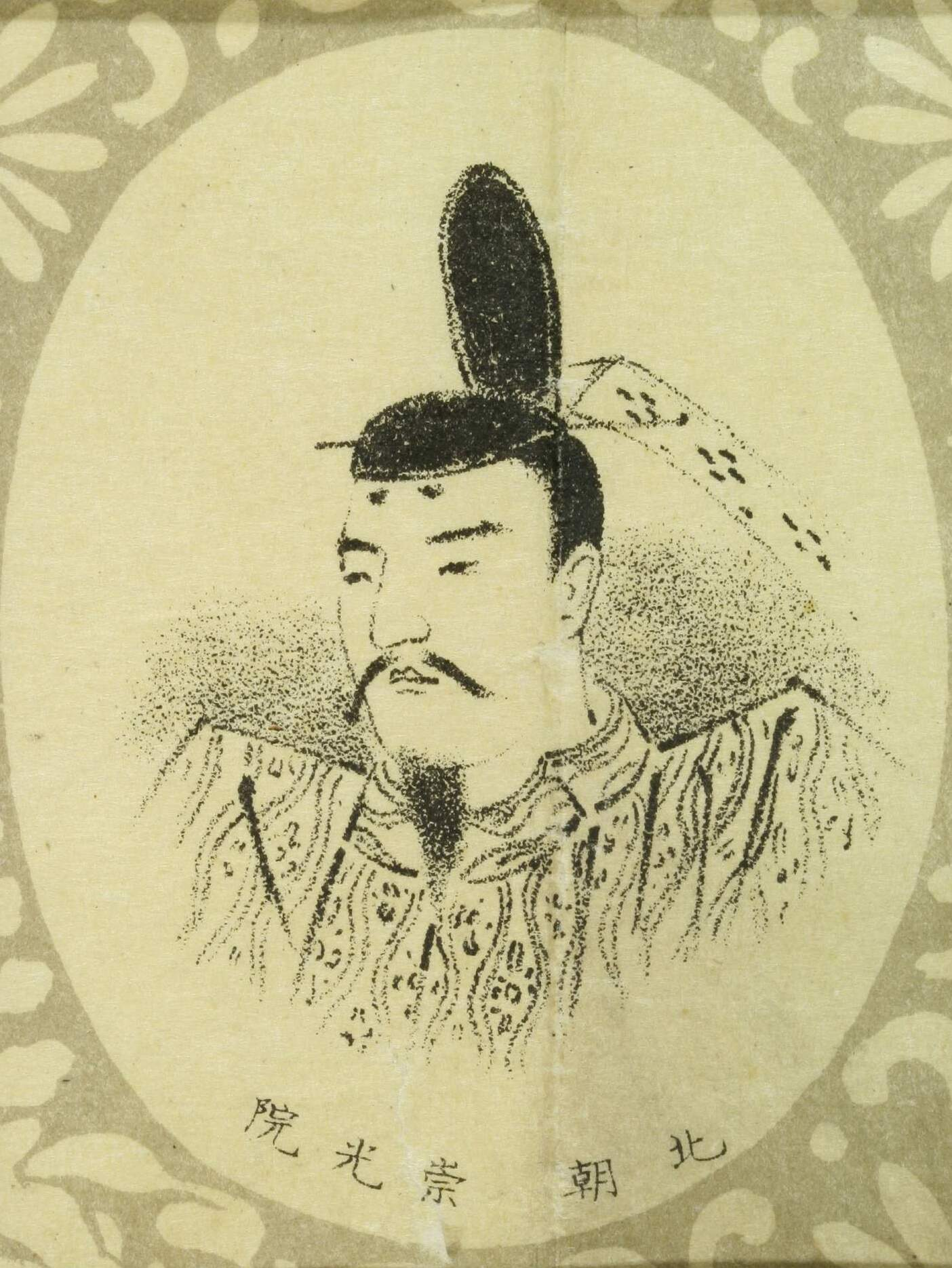
Император Суко

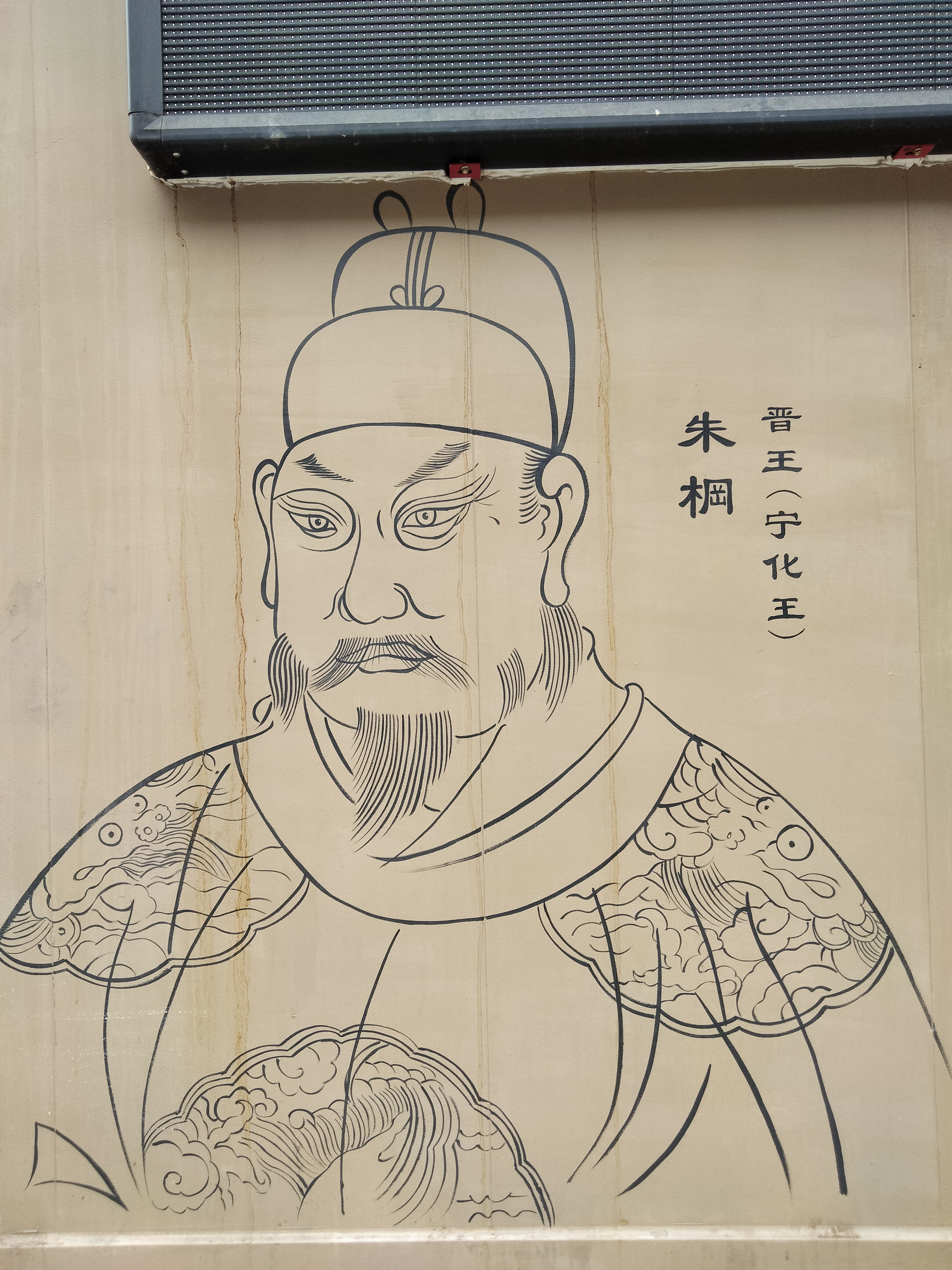
Чжу Ган

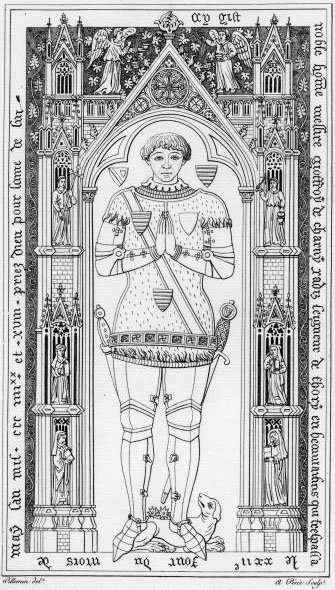
Жоффруа II де Шарни

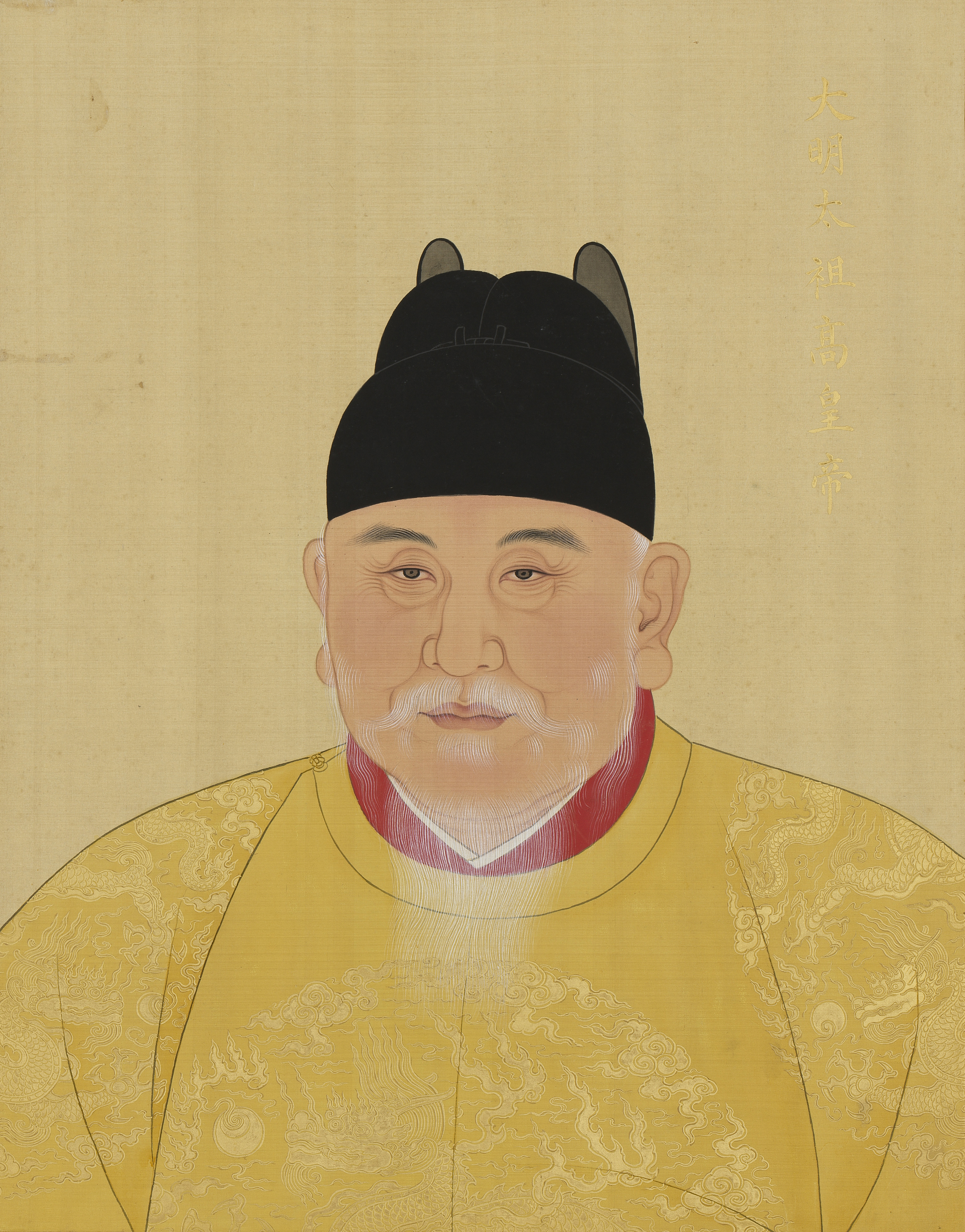
Хунъу

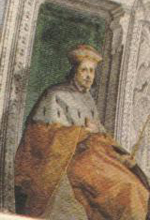
Антониотто Адорно

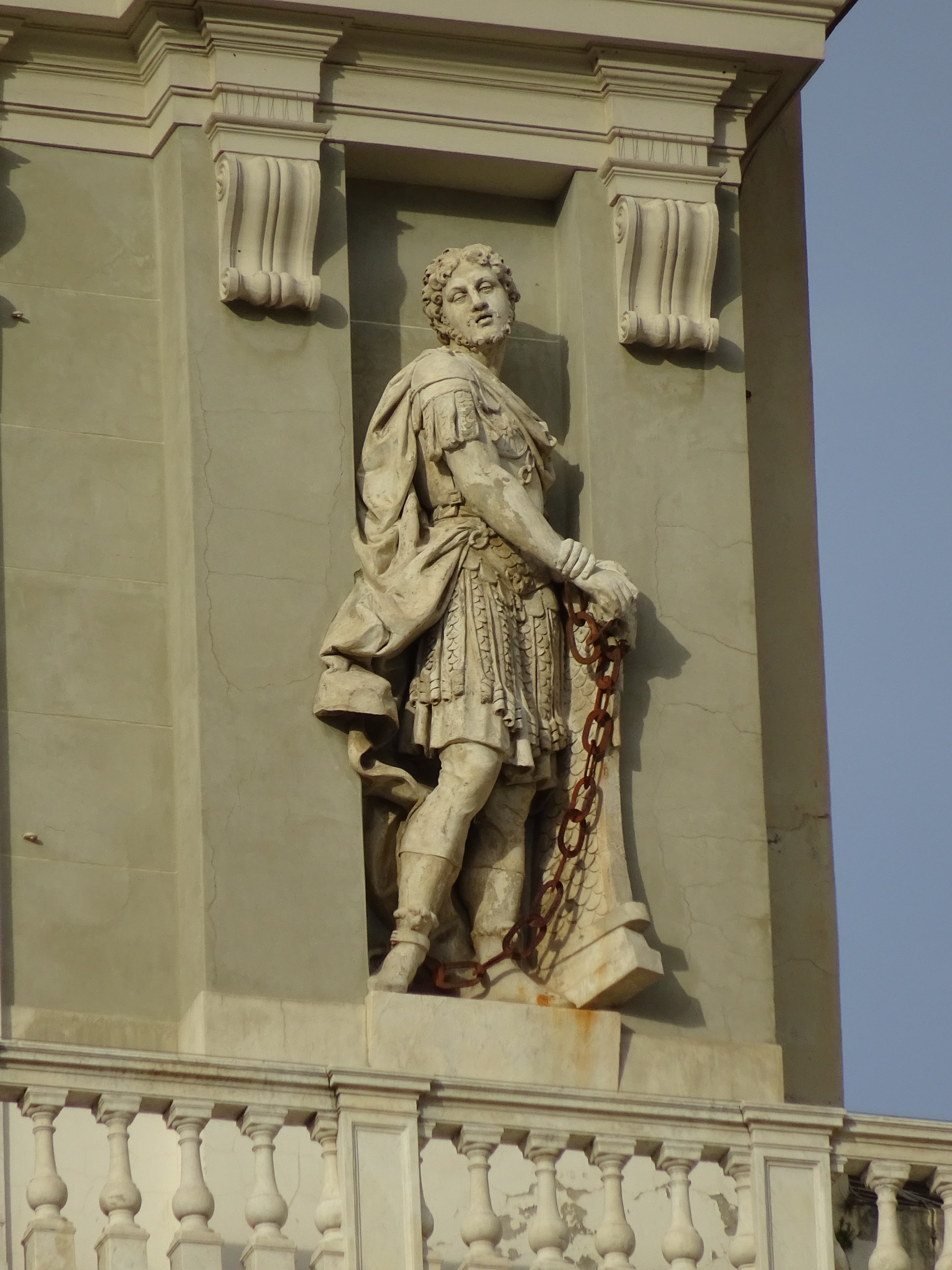
Яков I

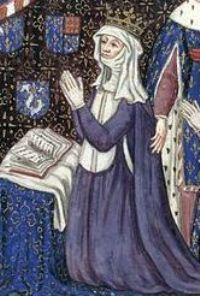
Бланка Наваррская

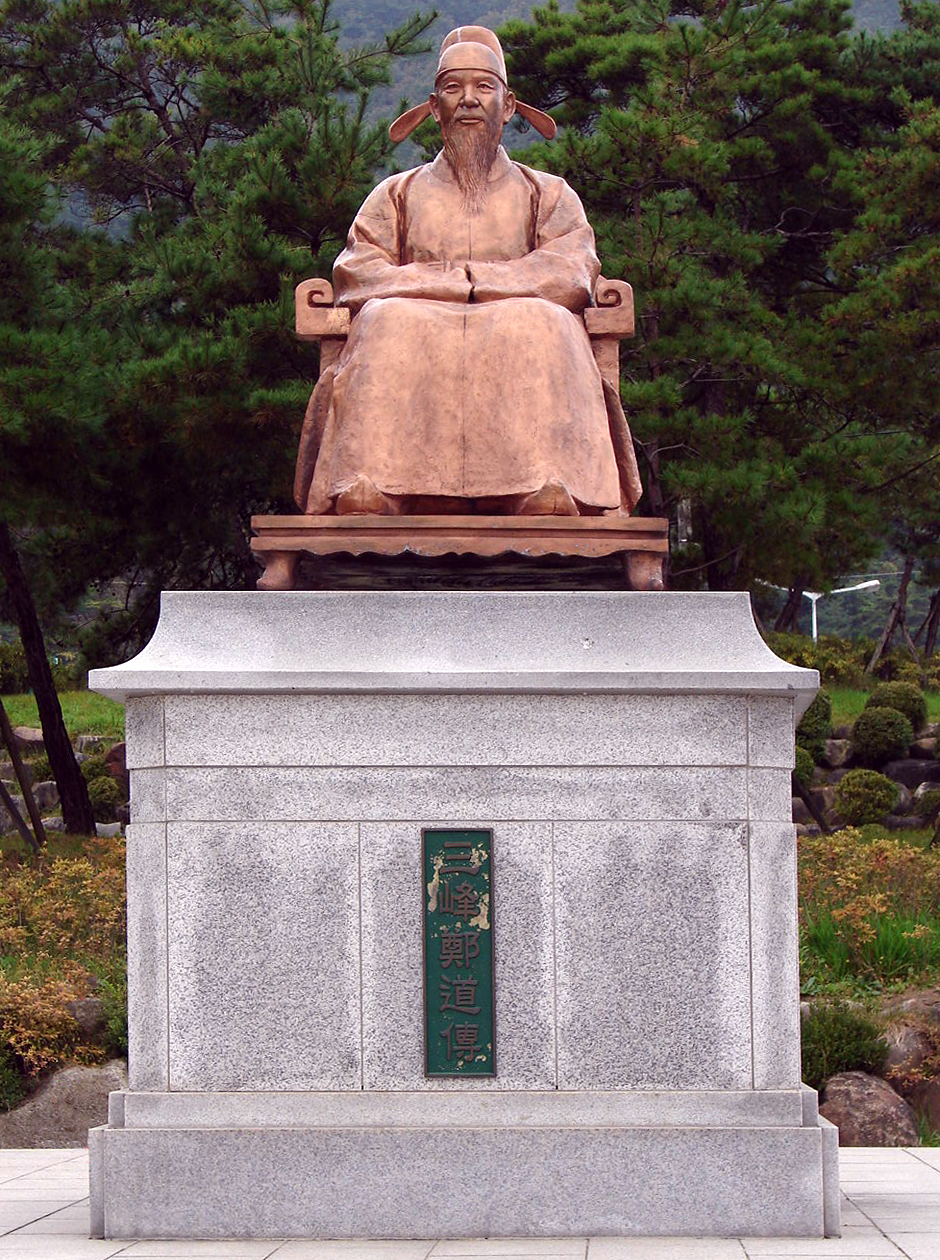
Чон Доджон

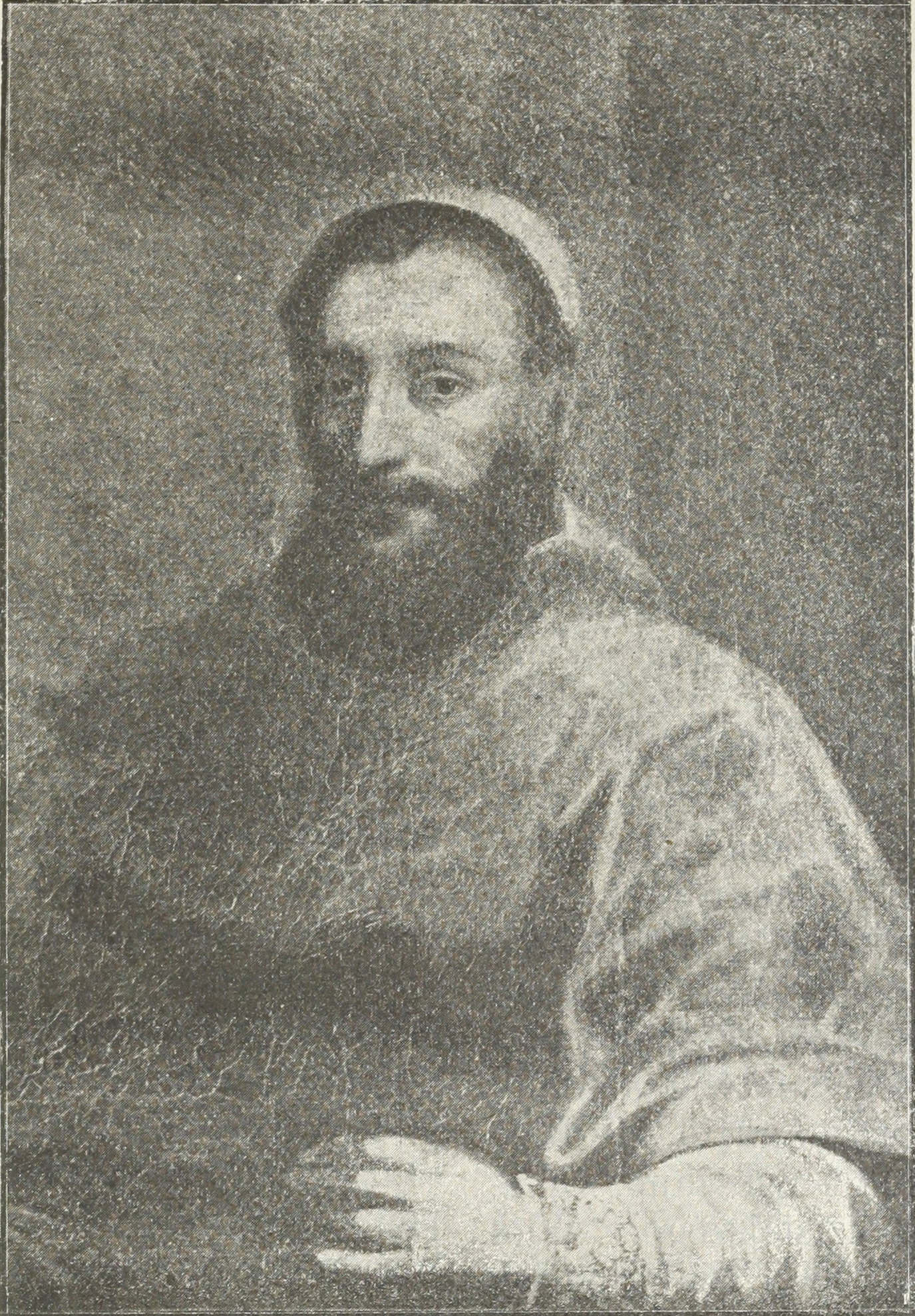
Андрей

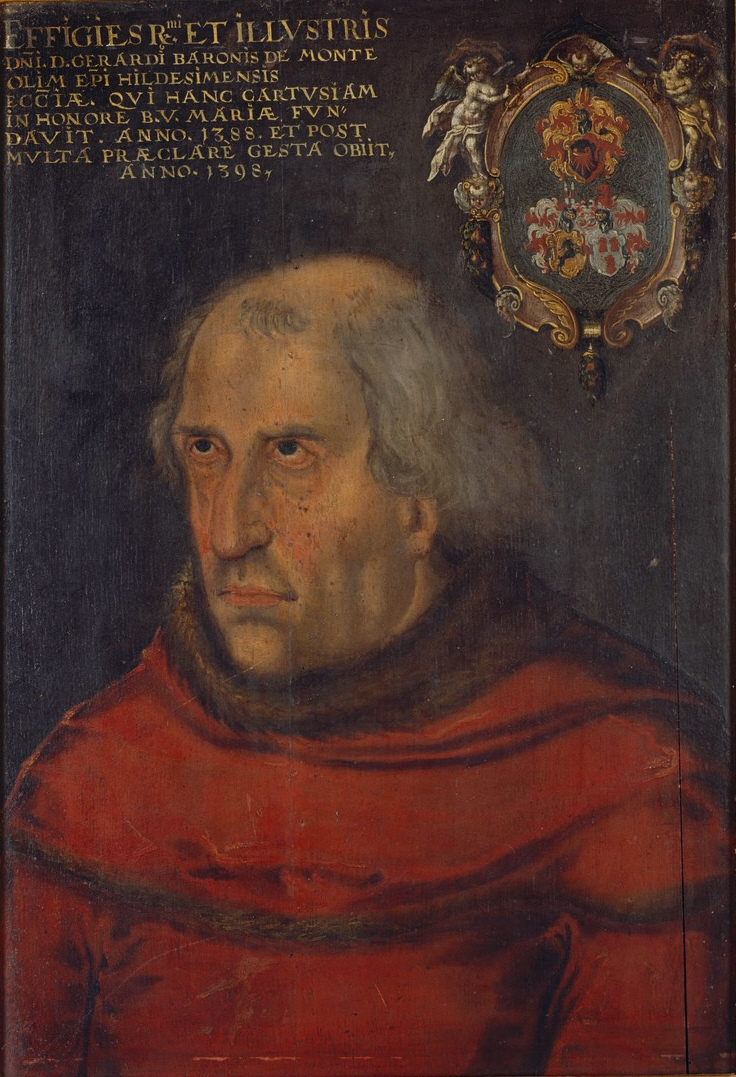
Герхард фон Берг

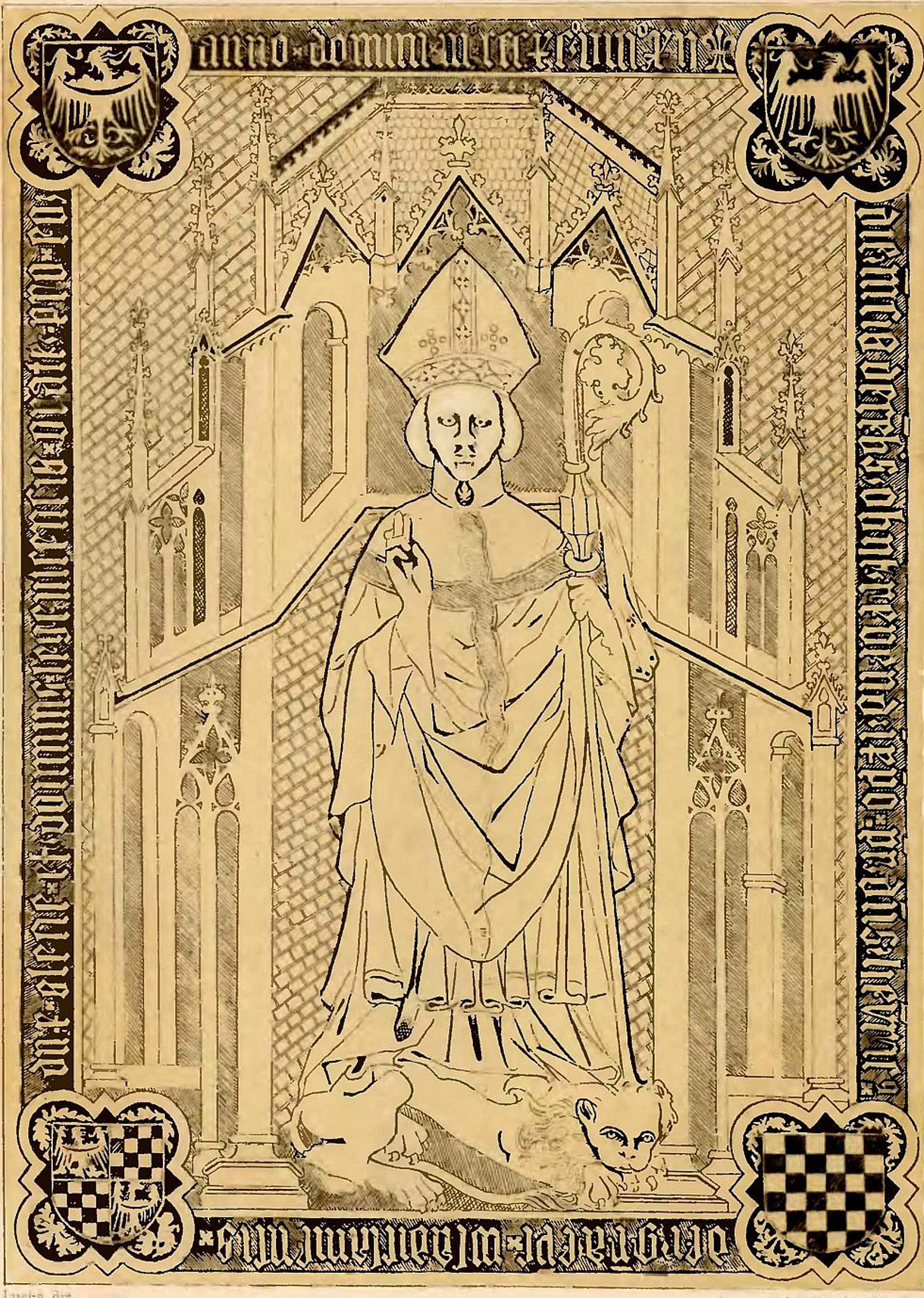
Генрих VIII Легницкий

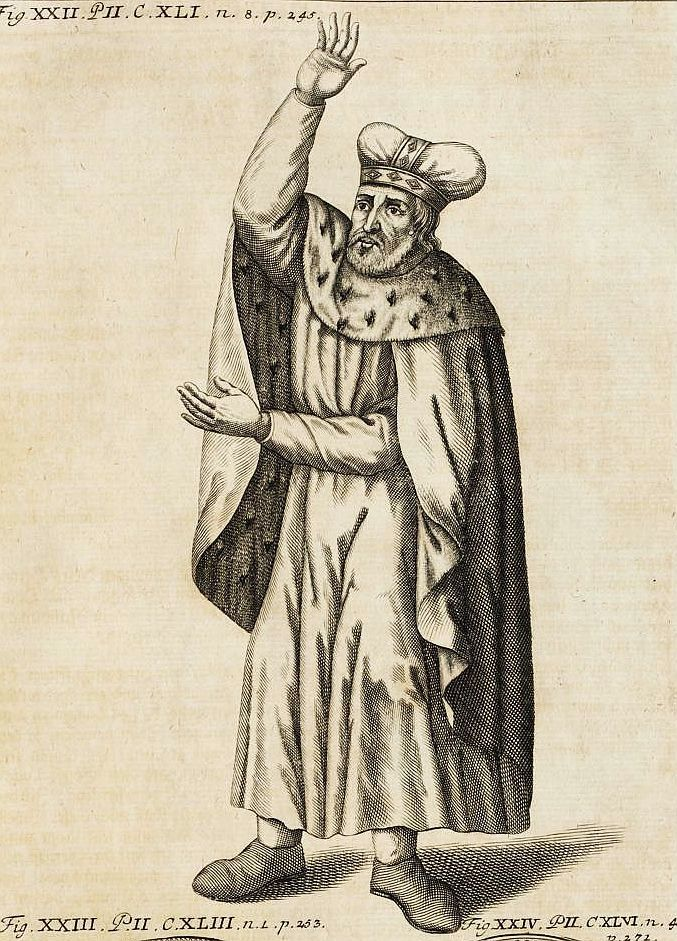
Людвик I Бжегский

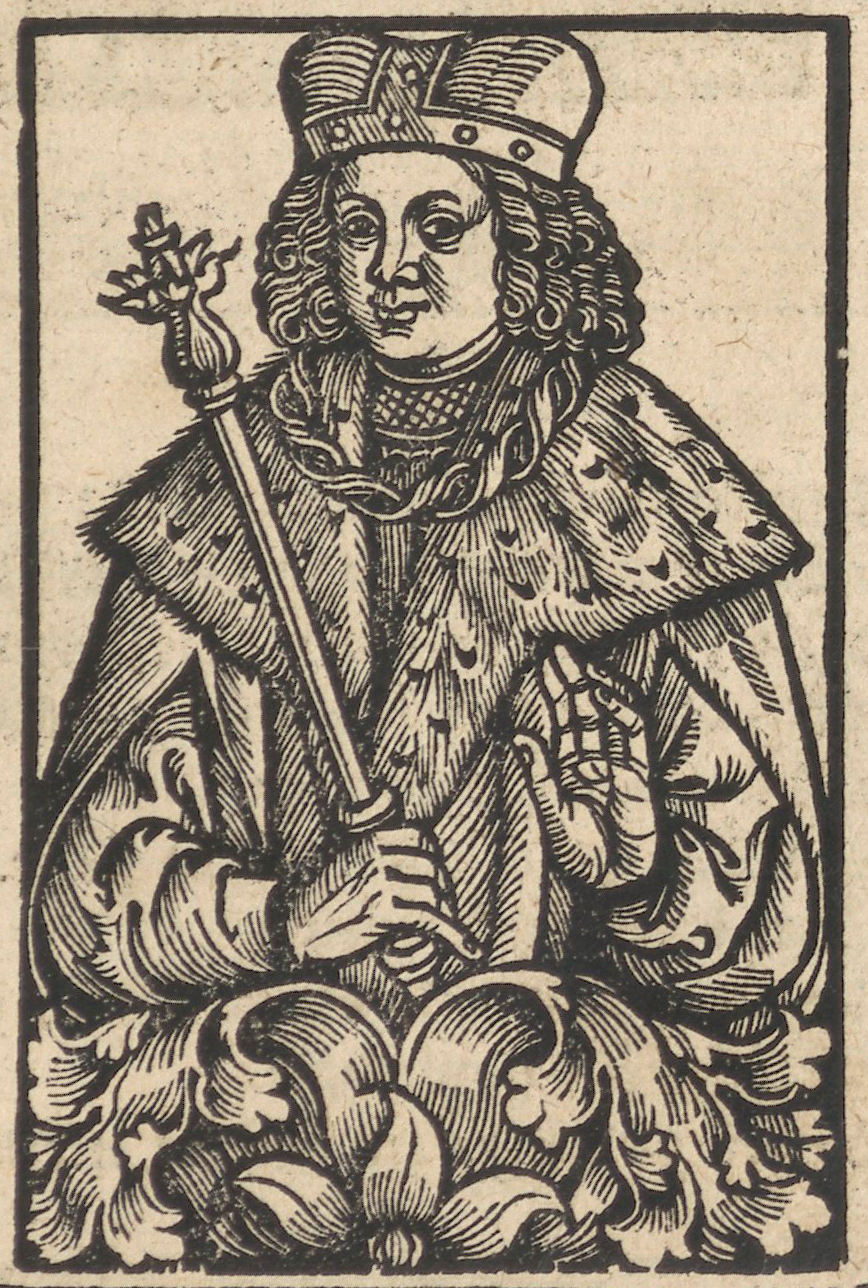
Владимир Ольгердович

В этой статье представлен список известных людей, умерших в 1398 году.
См. также: Категория:Умершие в 1398 году

## Январь
- 6 января — Рупрехт II Серьёзный (72) — пфальцграф Рейнский (с 1329), курфюрст Пфальца (с 1390), из династии Виттельсбахов.
- 21 января — Фридрих V — бургграф Нюрнберга из дома Гогенцоллернов (с 1357), имперский князь (с 1363).
- 31 января — Император Суко (63) — Император Японии (1348—1351), 3-й из 6 северных претендентов; отрёкся от престола.

## Март
- 14 марта — Дитрих II — граф Марка (1393—1398); Убит стрелой из арбалета во время осады города Эберфельд.
- 30 марта — Чжу Ган (39) — китайский принц и военачальник, первый принц Цзинь (Цзинь-ван) (1370—1398).

## Май
- 22 мая — Жоффруа II де Шарни — сеньор де Лире, Савуази и Монфор — французский государственный и военный деятель, участник Столетней войны.

## Июнь
- 5 июня — Антониотто Адорно — дож Генуэзской республики (1378, 1384—1390, 1391—1392, 1394—1396).
- 24 июня — Хунъу (Чжу Юаньчжан) (69) — участник и позднее предводитель восстания «Красных повязок», первый император китайской Империи Мин (1368—1398).

## Июль
- 20 июля — Роджер Мортимер (24) — 4-й граф Марч, 6-й граф Ольстер, 6-й барон Мортимер из Вигмора, 5-й барон Женевиль и 14-й лорд Клер (с 1381), лорд-лейтенант (наместник) Ирландии (1382—1383, 1392—1398); убит в стычке с ирландскими кланами.
- 25 июля — Антонио Монтальдо — дож Генуэзской республики (1392—1393, 1393—1394).
- 27 июля — Джон ла Варр — английский аристократ, 4-й барон де Ла Варр (1370—1398), участник Столетней войны.

## Август
- 27 августа — Ральф Кромвель — английский аристократ, 1-й барон Кромвель (1375—1398).
- Матье де Фуа — виконт де Кастельбон и де Сердань, сеньор де Монкада и барон де Кастельви-де-Росанес (1381—1396), сеньор де Навель и де Солт (с 1384), граф де Фуа, виконт де Беарн, де Марсан, де Габардан и де Лотрек (с 1391), претендент на арагонский престол (1396).

## Сентябрь
- 5 сентября — Якопо I Аппиано — глава Пизанской республики (1392—1398).
- 8 сентября — Джон Клинтон — английский аристократ, 3-й барон Клинтон (1335—1398).
- 9 сентября — Яков I — король Иерусалима и Кипра (с 1382), король Киликийской Армении (1393—1398).

## Октябрь
- 5 октября:
  - Бланка Наваррская — дочь короля Наварры Филиппа III, королева-консорт Франции (1350), вторая жена Филиппа VI;
  - Жан I д’Астарак — граф Астарака (с 1362).
- 6 октября — Чон Доджон — корейский учёный-чиновник в период от позднего Корё до начала периода Чосон; Первый советник Чосон (1392—1398); убит Ли Бан Воном.

## Ноябрь
- 14 ноября — Андрей — католический священник, религиозный деятель Великого княжества Литовского, дипломат. Креститель языческой Литвы (1388). Первый епископ Виленский (1387—1398) и Сиретский (1371—1372).
- 15 ноября — Герхард фон Берг — князь-епископ Вердена (1363—1365), князь-епископ Хильдесхайма (1365—1398).

## Декабрь
- 12 декабря — Генрих VIII Легницкий — князь Легницкий (1364—1398) (вместе с братьями), администратор Вроцлавской епархии (1379—1381), епископ Влоцлавека (1389—1398).
- 18 декабря — Матильда де Люси — последняя, 5-я баронесса Люси (с 1369).
- Людвик I Бжегский (Справедливый, Благоразумный, Правый) — князь Легницкий (1342—1346) и Бжегский (1358—1368, 1368—1398).

## Дата неизвестна или требует уточнения
- Абдалла — маринидский султан Марокко (1396—1398).
- Аль-Мансур Мухаммад II — мамлюкский султан Египта (1361—1363).
- Владимир Ольгердович — князь киевский (1362—1395), князь слуцкий (1395—1398)
- Димитрий Кидон — учёный грек, латинист, близкий друг и советник императора Иоанна Кантакузина, брат Прохора Кидона
- Иоло Гох — валлийский бард и придворный поэт Оуайна Глиндура.
- Кади Бурханеддин Ахмед — правитель «государства Кади Бурханеддина» (1381—1398), поэт, один из основоположников турецкой и азербайджанской литературы; убит.
- Людовик I де Шалон-Тоннер (Зелёный шевалье) — граф Тоннера (с 1366), сеньор де Шательбелен, участник Столетней войны.
- Роман Юрьевич — князь, литовский наместник в Новгородской земле, имел в кормлении половину Копорья, родоначальник князей Белосельских; убит «на Шолоне».
- Джеральд Фицджеральд («Джеральд-Поэт») — англо-ирландский аристократ, 3-й граф Десмонд (1358—1398), лорд-юстициарий Ирландии и пэр Ирландии, ирландский поэт.
- Шабан Сули-бей — правитель бейлика Дулкадир (1386—1398).